# 堤功一
堤 功一（つつみ こういち）は、元駐ハンガリー特命全権大使、日本ハンガリー友好協会顧問。外務省審議官実父宅放火殺人事件被害者。

## 履歴
東京都立青山高等学校を経て、東京大学教養学部卒業。第四代ベトナム大使、イスラエル大使、北海道大使、ハンガリー大使などをつとめる。1991年（平成3年）、実父宅が中核派の犯行による外務省審議官実父宅放火殺人事件により全焼。実父、実母が亡くなった。これは本来、本人宅をねらったものであったが中核派による誤爆であった。これに対し中核派の北小路敏最高幹部は中核派に反対する家族が犠牲になるのはしかたないと開き直った。現在日本ハンガリー友好協会顧問。